# Mimoschinia rufofascialis
Mimoschinia rufofascialis is een vlinder uit de familie van de grasmotten (Crambidae), uit de onderfamilie van de Odontiinae. De wetenschappelijke naam van deze soort is voor het eerst gepubliceerd in 1834 door James Francis Stephens.

## Ondersoorten
- Mimoschinia rufofascialis rufofascialis Stephens, 1834
- Mimoschinia rufofascialis decorata (Druce, 1898)
- Mimoschinia rufofascialis novalis (Grote, 1876)
- Mimoschinia rufofascialis nuchalis (Grote, 1878)

## Verspreiding
De soort komt voor in Canada, de Verenigde Staten, Mexico, Cuba, Jamaica, de Dominicaanse Republiek, Puerto Rico, de Britse Maagdeneilanden en Curacao.